# Sima Zhou
Sima Zhou (chinesisch 司馬伷) war ein General der chinesischen Wei-Dynastie zur Zeit der Drei Reiche. Er war der sechste Sohn des berühmten Strategen Sima Yi und seiner Gemahlin Fu (伏). In den Chroniken der Drei Reiche von Chen Shou (233–279) erscheint er an zwei Stellen: Beim Sturz des Wei-Generals Cao Mao stellt er sich auf Befehl seines Bruders, des Regenten Sima Zhao, dem Kaiser entgegen, weigert sich jedoch, ihn selbst anzugreifen. Schließlich wird der Kaiser vom Offizier Cheng Ji getötet.
Während der großen Invasion der Jin-Dynastie in das Reich der Wu-Dynastie im Jahr 279 leitete Sima Zhou einen der sechs Keile des Heers im Auftrag seines Neffen Sima Yan, der die Wei-Dynastie 265 beendet und sich zum Kaiser von Jin ausgerufen hatte. Sima Zhou trug zur Gefangennahme des Wu-Kaisers Sun Hao im Frühjahr 280 bei.
| Personendaten    | Personendaten                                 |
| ---------------- | --------------------------------------------- |
| NAME             | Sima, Zhou                                    |
| KURZBESCHREIBUNG | chinesischer General zur Zeit der Drei Reiche |
| GEBURTSDATUM     | 3. Jahrhundert                                |
| STERBEDATUM      | 3. Jahrhundert                                |